# Haden Blackman
William Haden Blackman es un diseñador de videojuegos y escritor estadounidense.

## Primeros años
Blackman creció en Seal Beach, California. De niño, leía cómics durante los largos viajes por carretera, lo que creó su amor por las criaturas fantásticas.

## Carrera
Blackman estudió en la Universidad de California, en Santa Cruz, donde se licenció en Escritura Creativa. Poco después de graduarse, trabajó como escritor fantasma y editor de envíos para una pequeña agencia literaria del norte de California mientras seguía su carrera de escritor. Su primera obra publicada fue The Field Guide to North American Monsters: Everything You Need to Know About Encountering Over 100 Terrifying Creatures in the Wild, a la que siguió una secuela titulada The Field Guide to North American Hauntings: Everything You Need to Know About Encountering Over 100 Ghosts, Phantoms, and Spectral Entities. Poco después de terminar la primera Guía de Campo, Blackman empezó a trabajar en LucasArts como guionista y más tarde como director de voz, productor y, finalmente, director creativo. Blackman trabajó como productor en el juego de rol multijugador masivo en línea Star Wars: Galaxies Fue el líder del proyecto en Star Wars: The Force Unleashed, un papel que describió como "un híbrido entre director creativo y productor ejecutivo".
Mientras trabajaba en LucasArts, Blackman continuó su carrera de escritor independiente. Escribió varios cómics de Star Wars, como Jango Fett: Open Seasons, Star Wars: Starfighter y Darth Vader & The Ghost Prison, entre otros muchos títulos.
El 29 de julio de 2010 renunció a su puesto en LucasArts después de trece años para formar su propio estudio de desarrollo, Fearless Studios. Su último proyecto en LucasArts fue Star Wars: The Force Unleashed II, que escribió y dirigió. También escribió la adaptación al cómic del juego.
Tras dejar LucasArts, Blackman escribió Batwoman para DC Comics, pero dejó la serie cuando el editor no permitió al equipo creativo casar a la protagonista Kate Kane con su novia de toda la vida, Maggie Sawyer. Su carrera en la serie duró 24 números y cuatro arcos argumentales, y alcanzó el número 1 en la lista de los más vendidos del New York Times.
El 30 de diciembre de 2013 se anunció que escribiría Elektra, lo que supuso su debut escribiendo para Marvel Comics.
El 26 de febrero de 2015 se anunció que escribiría Master of Kung Fu para Marvel.
En 2018, Blackman y Williams revelaron su próximo proyecto juntos, un mash-up de género llamado Echolands que será publicado por Image Comics.
Fearless Studios, el estudio de desarrollo de juegos de Blackman, fue adquirido por Kabam en 2012. El 4 de diciembre de 2014 se anunció que Blackman había creado otro nuevo estudio de videojuegos llamado Hangar 13 Games dentro de 2K Games. Se le citó diciendo "Quería construir el tipo de juegos que me gusta jugar... Desde mi punto de vista, 2K siempre pone el juego en primer lugar". Se confirmó que el estudio estaba trabajando en un juego no especificado. Más tarde se confirmó que el juego era Mafia III, la secuela de Mafia II, que dirigía con su nuevo estudio Hangar 13, junto con 2K Czech, el anterior desarrollador de la serie Mafia.

## Premios
En 2009, Blackman ganó el premio a la mejor escritura de videojuegos del Gremio de Escritores de América y de la Academia de Artes y Ciencias Interactivas por su trabajo en Star Wars: The Force Unleashed. Fue nominado a otro premio de la WGA en 2011 por The Force Unleashed II. En 2012, Blackman ganó el premio GLAAD Media Award al mejor cómic por Batwoman, y fue nominado al mismo premio en 2014.

### Cómics deStar Wars
- Star Wars Tales
- Star Wars: Starfighter
- Star Wars: Jango Fett - Open Seasons
- Star Wars: The Clone Wars
- Star Wars: The Clone Wars Adventures
- Star Wars: The Force Unleashed (adaptación a cómic)
- Star Wars: Republic
- Star Wars: Obsession
- Star Wars: X-Wing: Rogue Leader
- Star Wars: Darth Vader and the Lost Command
- Star Wars: Darth Vader and the Ghost Prison

### Libros de referencia deStar Wars
- La Guía Esencial Nueva a Vehículos y Barcos
- La Guía Esencial Nueva a Armas y Tecnología

### DC Cómics
- Batwoman

### Marvel
- Elektra
- Maestro de Kung Fu

### No-ficción
- The Field Guide to North American Monsters: Everything You Need to Know About Encountering Over 100 Terrifying Creatures in the Wild[14]
- The Field Guide to North American Hauntings: Everything You Need to Know About Encountering Over 100 Ghosts, Phantoms, and Spectral Entities[15]

## Juegografia
- - Star Wars: Starfighter (2001) - escritor
  - Star Wars: Jedi Starfighter (2002) - escritor principal
  - Star Wars Galaxies: Empire Divided (2003) - escritor
  - Star Wars: The Force Unleashed (2008) - director, escritor principal
  - Star Wars: The Force Unleashed II (2010) - escritor principal
  - Mafia III (2016) - director, escritor
  - Mafia: Definitive Edition (2020) - director, escritor